# Giải thưởng Lenin

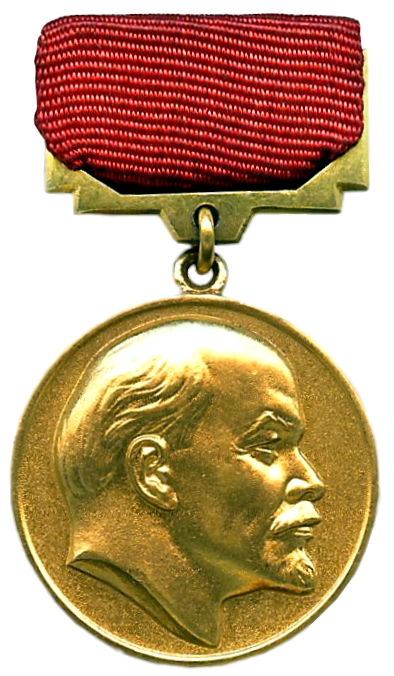
Huy hiệu Giải thưởng Lenin

Giải thưởng Lenin (tiếng Nga: Ленинская премия, chuyển tự Latinh: Leninskaya Premiya) là một trong những giải thưởng uy tín nhất của Liên Xô trao cho các thành tựu khoa học, công nghệ, văn học, nghệ thuật và kiến trúc. Giải này ra đời ngày 23 tháng 6 năm 1925 và được trao liên tục đến năm 1934. Trong thời kỳ từ 1935 đến 1956, Giải thưởng Lenin được thay bằng Giải thưởng Stalin. Ngày 15 tháng 8 năm 1956, chính quyền Liên Xô tái lập Giải Lenin và tiếp tục trao giải vào các năm chẵn mãi cho đến năm 1990 thì ngưng. Ngày trao giải là ngày 22 tháng 4, tức sinh nhật của Vladimir Lenin.
Giải thưởng Lenin khác với Giải thưởng Hòa bình Lenin. Giải Hòa bình là dành cho công dân nước ngoài thay vì công dân Liên Xô, ghi nhận những đóng góp của họ cho hòa bình nhân loại. Ngoài ra, Giải thưởng Lenin cũng độc lập với Giải thưởng Stalin hoặc Giải thưởng Nhà nước Liên Xô sau này. Một số nhân vật đã được trao cả Giải thưởng Lenin lẫn Giải thưởng Nhà nước Liên Xô.
Vào ngày 23 tháng 4 năm 2018, tỉnh trưởng tỉnh Ulyanovsk (Nga) là Sergey Ivanovich Morozov cho tái lập Giải thưởng Lenin để vinh danh những thành tựu về nhân văn, văn học và nghệ thuật nhằm chào mừng kỷ niệm sinh nhật lần thứ 150 của Lenin vào năm 2020.
Tính đến hiện tại, người Việt Nam duy nhất từng nhận giải thưởng Lenin là Giáo sư Viện sĩ Nguyễn Văn Hiệu. Ông được trao giải thưởng Lenin vào năm 1986 với khám phá về định luật bất biến kích thước của quá trình sinh hạt.

## Danh sách người nhận giải
Lưu ý: Danh sách này không đầy đủ bằng danh sách trong Wikipedia tiếng Nga.
- Nikolai Kravkov (1926, y học)
- Alexander Chernyshov (1930, kỹ thuật vô tuyến)
- Nikolai Demyanov (1930, hóa học)
- Sergei Sergeyev-Tsensky (1955, văn học)
- Giorgi Melikishvili (1957, sử học)
- Dimitri Nalivkin (1957, địa chất học)
- Okshotsimsky Dmitrii Evgenievich (1957, khoa học vũ trụ)
- Pyotr Novikov (1957, toán học)
- Sergei Prokofiev (1957, âm nhạc, truy tặng)
- Dmitri Shostakovich (1958, âm nhạc)
- Nikolay Bogolyubov (1958, vật lý học)
- Grigori Chukhrai (1959, điện ảnh)
- Vladimir Veksler (1959, vật lý học)
- Mikhail Sholokhov (1960, văn học)
- Alexander Bereznyak (1961, chế tạo tên lửa)
- Sviatoslav Richter (1961, nghệ sĩ dương cầm)
- Juhan Smuul (1961, văn học)
- Aleksei Pogorelov (1962, toán học)
- Korney Chukovsky (1962, văn học)
- Nikolai Aleksandrovich Nevsky (1962, văn học)
- Vladimir Marchenko (1962, toán học)
- Chyngyz Torekulovich Aitmatov|Chinghiz Aitmatov]] (1963, văn học)
- Hanon Izakson (1964, chế tạo máy nông nghiệp)
- Mikhail Kalashnikov (1964, chế tạo súng)
- Vladimir Kotelnikov (1964, lý thuyết chọn mẫu)
- Innokenty Smoktunovsky (1965, diễn xuất)
- Vladimir Igorevich Arnold, Andrey Nikolaevich Kolmogorov (1965, toán học)
- Alexander Sergeevich Davydov (1966, vật lý học)
- Alexei Alexeyevich Abrikosov (1966, vật lý học)
- Antonina Prikhot'ko (1966, vật lý học)
- Emmanuel Rashba (1966, vật lý học)
- Vladimir Broude (1966, vật lý học)
- Igor Grekhov (1966, công nghệ bán dẫn)
- Igor Moiseyev (1967, múa)
- Ilya Lifshitz (1967, vật lý học)
- Mikhail Svetlov (1967, thơ)
- Valery Panov (1969, múa)
- Yevgeny Vuchetich (1970, điêu khắc)
- Yuri Nikolaevich Denisyuk (1970, ảnh ba chiều)
- Agniya Barto (1972)
- Đạo diễn Yuri Ozerov (1972, điện ảnh)
- Nhà văn Yuri Bondarev (1972, điện ảnh)
- Nhà quay phim Igor Slabnevich (1972, điện ảnh)
- Alexander Myagkhov (1972, điện ảnh)
- Konstantin Simonov (1974, thơ)
- Vladimir lobashev (1974, vật lý học)
- Mikhail Simonov (1976, thiết kế máy bay)
- Gavriil Ilizarov (1979, y học)
- Anatol Zhabotinsky (1980, hóa học)
- Boris Pavlovich Belousov (1980, hóa học)
- Otar Taktakishvili (1982, âm nhạc)
- Boris Babaian (1987, tin học)
- Vladimir Teplyakov (1988)
- Eugene D. Shchukin (1988, cơ học hóa lý)
- Kaisyn Kuliev (1990, thơ)
- Alykul Osmonov (1990, thơ)
- Irena Sedlecká (1990, điêu khắc)